# Incident de Niihau
combats dans le Pacifique
Batailles
Attaque de Pearl Harbor
L’incident de Niihau a eu lieu entre le 7 et le 13 décembre 1941, quand le pilote de l'aéronavale japonaise Shigenori Nishikaichi (西開地 重徳 Nishikaichi Shigenori) s'est écrasé avec son Zéro sur l'ile de Niihau (une des plus petites iles de l'archipel hawaïen) après avoir participé à l'attaque de Pearl Harbor. Il a été tué lors d'une échauffourée avec les habitants de l'ile.
Les autochtones, résidant sur l'ile, n'étaient, dans un premier temps, pas au courant de l'attaque, mais ont ensuite appréhendé Nishikaichi lorsque la gravité de la situation a été connue. Nishikaichi a sollicité et obtenu l'aide de trois habitants de l'ile d'origine japonaise pour neutraliser ses gardiens, trouver des armes et prendre plusieurs otages. Finalement, Nishikaichi a été tué par un des otages, Benehakaka « Ben » Kanahele, et sa femme, Kealoha « Ella » Kanahele. Ben Kanahele a été blessé dans l'action, et l'un des soutiens de Nishikaichi, Yoshio Harada, s'est suicidé.
L'incident et les actes des soutiens de Nishikaichi démontrèrent la capacité de l'allégeance raciale ou ethnique à primer sur une allégeance nationale. Cela a vraisemblablement influé sur la décision de Franklin D. Roosevelt d'interner tous les nippo-américains durant la Seconde Guerre mondiale. Ben Kanahele a été décoré pour son rôle dans cette action, mais sa femme n'a reçu aucune reconnaissance officielle.

## Contexte
Niihau, la plus à l'ouest et la deuxième plus petite des principales iles hawaïennes, était, depuis 1864, une ile privée, propriété de la famille Robinson. Au moment de l'incident, elle comptait 136 habitants, quasiment tous des autochtones hawaïens dont la langue courante était une langue hawaïenne. En 1941, le propriétaire était Aylmer Robinson, diplômé de l'université Harvard qui parlait couramment l’hawaïen. Robinson dirigeait l'ile sans ingérence gouvernementale, et, bien qu'il ait vécu sur l'ile voisine de Kauaʻi, il faisait des visites hebdomadaires à Niʻihau par bateau. Pour la préserver, l'ile n'était accessible qu'avec la permission de Robinson, qui l'accordait très rarement, sauf pour des amis ou des parents de résidents. La poignée de résidents non autochtones incluait trois habitants d'origine japonaise : Ishimatsu Shintani (un issei, 1re génération, né au Japon) et Yoshio et Irene Harada (deux nisei, 2e génération, nés à Hawaii), qui ont tous été impliqués dans l'incident.
Avant l'attaque de Pearl Harbor, la marine impériale japonaise avait choisi l'ile de Niʻihau comme point de recueil pour les avions endommagés, la croyant inhabitée. Les pilotes devaient y attendre pour être récupérés par le sous-marin I-74.

## Incident

### Le crash de Nishikaichi

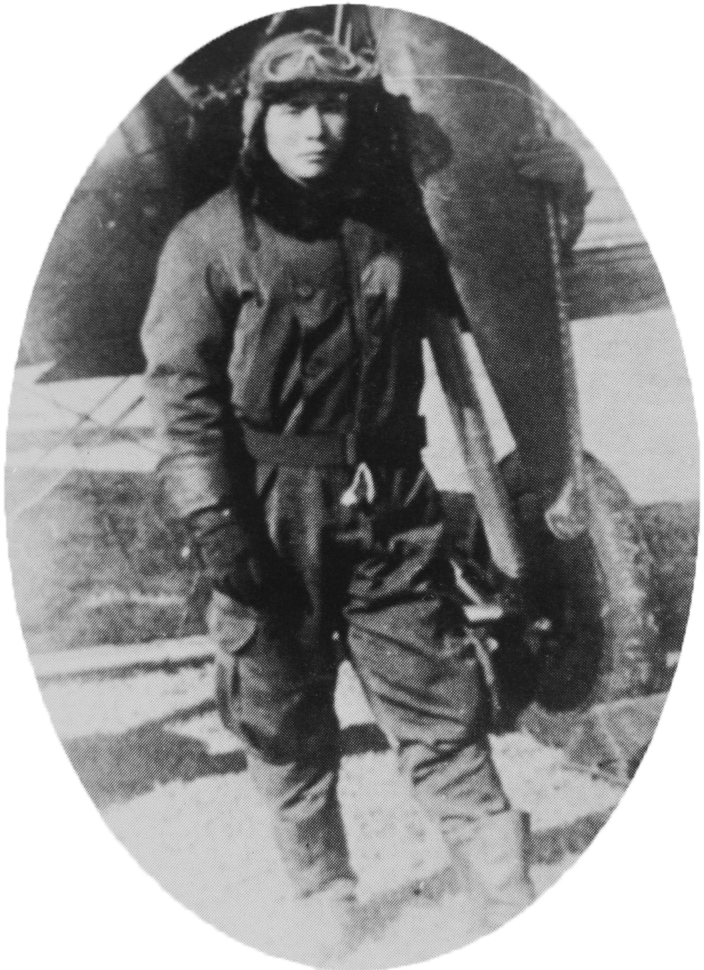
Shigenori Nishikaichi, le pilote, cause de l'incident de Ni'ihau.

Le 7 décembre 1941, le pilote de 1re classe Shigenori Nishikaichi (vers 1919 – 13 décembre 1941), affecté au porte-avions Hiryū qui avait pris part à la deuxième vague de l'attaque de Pearl Harbor, et dont l'avion (A6M2 Zéro « B11-120 ») était endommagé, s'est posé dans un champ sur l'ile de Niʻihau près de l'endroit où résidait Hawila Kaleohano (1912-1986), un autochtone de l'ile. Kaleohano n'était pas au courant de l'attaque de Pearl Harbor, mais savait par les journaux que la relation entre les États-Unis et l'empire du Japon était tendue en raison de l'expansionnisme japonais et de l'embargo américain sur le pétrole destiné au Japon qui en avait résulté. Reconnaissant Nishikaichi et son avion comme étant japonais, Kaleohano pensa qu'il serait prudent de confisquer au pilote son pistolet et ses documents.
Kaleohano et les autres Hawaïens traitèrent le pilote avec la courtoisie et l'hospitalité traditionnelle hawaïenne. Cependant, ils ne comprenaient pas Nishikaichi, qui ne parlait que japonais et un peu anglais. Ils allèrent donc chercher Ishimatsu Shintani, un issei qui était marié à une Hawaïenne, pour traduire les propos du pilote.
Ayant été informé de la situation à l'avance et exécutant sa tâche avec une évidente répugnance, Shintani échangea quelques mots avec le pilote puis partit sans explication. Perplexes, les autochtones envoyèrent alors chercher Yoshio Harada, né à Hawaï mais d'origine japonaise, et son épouse Irène (tous les deux nisei), qui restaient les seuls sur Niihau d'origine japonaise. Nishikaichi informa Harada de l'attaque sur Pearl Harbor, une révélation qu'Harada jugea plus prudent de ne pas partager avec les autres indigènes. Nishikaichi voulait désespérément récupérer ses documents, dont il lui avait été précisé qu'ils ne devaient, en aucun cas, tomber dans les mains des Américains, mais Kaleohano refusa de les rendre. Les Harada décidèrent d'aider Nishikaichi à récupérer ses papiers et à s'évader.

### La nouvelle de l'attaque de Pearl Harbor

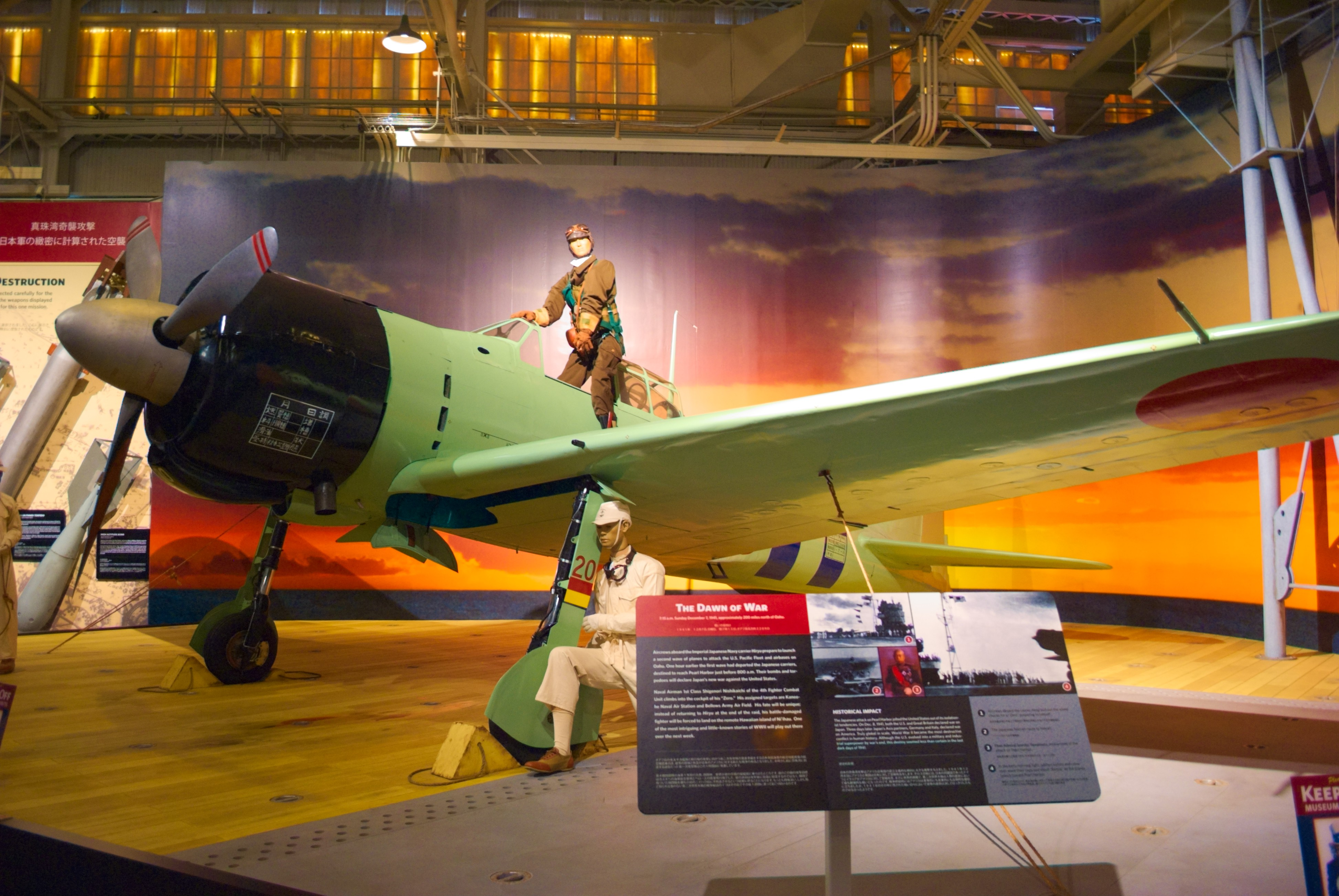
A6M Zéro avec les marques de l'avion piloté par Nishikaichi en présentation au Musée aéronautique de Pearl Harbor.

Niʻihau n'avait ni électricité, ni téléphone, mais dans la nuit, les Hawaïens ont entendu un reportage sur une radio à piles à propos de l'attaque de Pearl Harbor. Les Hawaïens interrogèrent à nouveau le pilote, et cette fois Harada traduisit ce que celui-ci disait à propos de l'attaque. Le propriétaire de l'ile, Aylmer Robinson, devant arriver pour sa visite hebdomadaire à partir de Kauaʻi le lendemain matin, il fut décidé que le pilote serait ramené à Kauaʻi par Robinson.
Robinson ne put arriver le lundi parce que l'armée américaine, à la suite de l'attaque, avait interdit la navigation des bateaux civils entre les iles ; et pas plus les jours suivants. Les habitants de Ni'ihau, ne sachant rien de l'interdiction, s'inquiétèrent que Robinson, normalement fiable, ne soit pas venu depuis l'attaque. La demande des Harada pour que le pilote reste avec eux fut acceptée, mais avec un contingent de quatre gardes. Cela offrit de nombreuses possibilités pour les Harada de se concerter avec Nishikaichi.
À quatre heures, le 12 décembre, Shintani alla voir Kaleohano en privé avec environ 200 $ en espèces, ce qui était une somme énorme pour un habitant de l'ile. Il proposa de lui acheter les papiers du pilote, mais Kaleohano refusa à nouveau. Shintani s'en alla insatisfait, en disant qu'il y aurait des problèmes si les documents n'étaient pas rendus, que c'était une question de vie ou de mort. Harada et Nishikaichi, sans attendre le retour de Shintani, attaquèrent le seul gardien qui avait été posté à l'extérieur de la maison des Harada, pendant qu'Irene Harada, la femme de Yoshio, jouait de la musique sur un phonographe pour couvrir les bruits de la lutte. Trois autres gardes étaient postés pour surveiller la maison des Harada, mais n'étaient pas présents au moment de l'attaque. Le garde fut enfermé dans un entrepôt, où Harada récupéra un fusil de chasse et le pistolet du pilote, qui y avait été précédemment déposé. Ainsi armés, ils se dirigèrent vers la maison de Kaleohano.
Après s'être séparé de Shintani seulement cinq ou dix minutes avant, Kaleohano était dans ses toilettes, quand il vit Harada et Nishikaichi venir chez lui, en poussant devant eux un otage de 16 ans. Kaleohano resta caché dans les toilettes, et les assaillants, incapables de le trouver, tournèrent leur attention vers l'avion à proximité. Saisissant sa chance, Kaleohano fit irruption hors des toilettes et alla alerter les habitants du village voisin, les avertissant d'évacuer les lieux. Beaucoup ne pouvaient pas croire que leur bon ami et voisin, Harada, qu'ils connaissaient si bien et qui avait vécu parmi eux pendant près de trois ans, pourrait faire les choses que Kaleohano leur racontait. Mais lorsque le garde s'échappa et arriva au village, les habitants s'enfuirent pour se cacher dans les grottes, les fourrés et les plages lointaines.

### L'évasion de Kaleohano

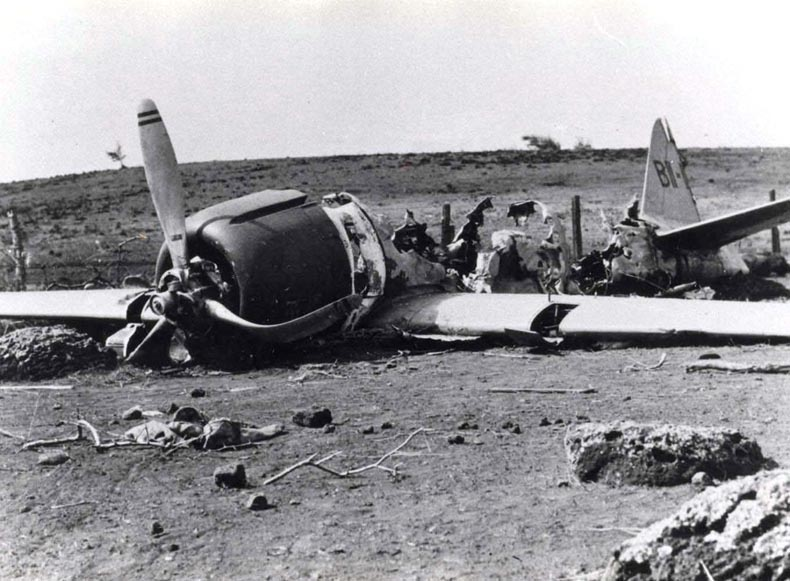
L'épave du Zéro de Nishikaichi, le 17 décembre 1941.

Sous le couvert de l'obscurité, Kaleohano retourna à sa maison pour récupérer les papiers du pilote et les donna à garder à un membre de sa famille. Puis il partit à minuit et demi, dans un canot de sauvetage, avec cinq autres Hawaïens qui ramèrent pendant 10 h pour atteindre Kauaʻi afin d'informer Robinson des événements sur Niʻihau.
Robinson commençait à se douter qu'il y avait des problèmes sur Niʻihau car les habitants avaient envoyé des signaux vers Kauaʻi avec des lampes au kérosène et des réflecteurs. La nuit d'avant, en désespoir de cause, ils avaient même allumé, pour la première fois, un grand feu. Robinson avait demandé aux autorités l'autorisation de se rendre à Niʻihau pour se rendre compte de la situation, mais cela avait été refusé.
Pendant ce temps, Nishikaichi avait vainement tenté de prendre contact avec l'armée japonaise à l'aide de la radio de l'avion accidenté. Avec l'aide de Harada et d'un de leurs captifs hawaïens, il enleva au moins l'une des deux mitrailleuses Type 97 de 7,7 mm de l'avion ainsi que quelques munitions, il incendia l'avion, et, à 3h du matin, mit le feu à la maison de Kaleohano, dans un dernier effort pour détruire ses papiers, cartes, codes radios et plans d'attaque de Pearl Harbor.

### Conclusion
Au cours de la nuit, un autre résident, Kaahakila Kalimahuluhulu, connu comme « Kalima », avait également été capturé. Il fut libéré et envoyé à la recherche de Kaleohano, qui s'était échappé avec les documents de Nishikaichi. Au lieu de cela, Kalima demanda l'aide de son ami Benehakaka « Ben » Kanahele pour se faufiler dans l'obscurité et voler les mitrailleuses et les munitions. Au matin, le samedi 13 décembre, Harada et Nishikaichi capturèrent Kanahele et sa femme, Kealoha « Ella » Kanahele (1907-1974), eux aussi résidents autochtones. Ils ordonnèrent à Kanahele de trouver Kaleohano, en gardant Ella comme otage. Kanahele savait que Kaleohano était en train de ramer vers Kauaʻi, mais il fit semblant de le chercher. Préoccupé du sort d'Ella, il retourna vers elle et Nishikaichi se rendit alors compte qu'il avait été trompé. Harada dit à Kanahele que le pilote voulait le tuer, lui et tout le village, si Kaleohano n'était pas retrouvé.
Kanahele et sa femme, profitant de la fatigue et de la lassitude des deux ravisseurs, bondirent sur eux après que le pilote a remis le fusil de chasse à Harada. Lorsque Nishikaichi tira son pistolet de sa botte, Ella Kanahele lui saisit le bras et l'amena vers le bas. Harada la sépara du pilote, qui tira sur Ben Kanahele trois fois : au niveau de l'aine, de l'estomac et de la partie supérieure de la jambe. Cependant, Kanahele (qui était une force de la nature) fut encore en mesure de soulever Nishikaichi et de le projeter contre un mur en pierre. Ella Kanahele le frappa alors à la tête avec une pierre, et Ben l'égorgea avec son couteau de chasse. Harada retourna alors le fusil contre lui et se suicida.
Après l'incident, Ella Kanahele alla chercher de l'aide, en laissant tomber le fusil et le pistolet sur le chemin. Environ cinq ans plus tard, une inondation ramena le fusil de chasse jusque sur un mur où il fut trouvé par les habitants de l'ile. Le pistolet et l'une des mitrailleuses n'ont jamais été retrouvés.
Le lendemain après-midi, le 14 décembre, le tender de phare Kukui (WAGL-225) des garde-côtes américains accosta et débarqua sur l'ile les autorités militaires, les six Hawaïens qui avaient ramé jusqu'à Kauaʻi, et Robinson. Ben Kanahele fut amené à l'hôpital Waimea sur Kauaʻi pour être soigné ; bien que civil, il fut décoré de la Médaille du Mérite et de la Purple Heart (décorations normalement réservées aux militaires), mais sa femme ne reçut aucune reconnaissance officielle.

### Après l'incident
Irene Harada et Ishimatsu Shintani furent mis en garde à vue. Shintani fut ensuite envoyé dans un camp d'internement et, plus tard, il rejoignit sa famille sur Niʻihau, où il obtint la nationalité américaine en 1960.
Irene Harada a été emprisonnée pendant 31 mois, avant d'être libérée en juin 1944. Elle n'a jamais été accusée de trahison, ni de tout autre accusation résultant de l'incident. Elle a toujours clamé son innocence, mais elle a ajouté en 1992, dans un entretien pour une télévision japonaise, qu'elle se sentait désolée pour le pilote et qu'elle voulait l'aider. Elle a déménagé sur l'ile de Kauai.
Mitsuo Fuchida, un commandant de l'aéronavale japonaise lors de l'attaque sur Pearl Harbor, devenu plus tard un chrétien évangélique et qui s'est installé après-guerre aux États-Unis, lui a rendu visite après un court voyage sur l'ile de Ni'ihau.
Le compositeur R. Alex Anderson s'est inspiré par l'incident pour composer They couldn't take Niihau, No-how! Ce morceau a été joué le 15 août 1945, lorsque Kanahele a été décoré pour son rôle dans la défense de son pays par le lieutenant-général Robert C. Richardson Jr. (en) au quartier-général de l'armée, à Fort Shafter, à Honolulu.

## Répercussions
L'historien Gordon Prange note que c'est « la rapidité avec laquelle les trois résidents japonais ont rejoint le camp du pilote » qui a perturbé les habitants de l'archipel. « Les plus pessimistes d'entre eux ont cité l'incident de Niʻihau comme une preuve qu'on ne pouvait faire confiance à aucun Japonais, même si un citoyen américain devait se rendre au Japon parce que c'était nécessaire. »
Le romancier William Hallstead fait valoir que l'incident de Niʻihau a eu une influence sur les décisions conduisant à l'internement des nippo-américains. Selon Hallstead, le comportement de Shintani et des Harada a été inclus dans un rapport officiel de la Marine daté du 26 janvier 1942. Son auteur, le lieutenant de vaisseau C. B. Baldwin, a écrit : « Le fait que les deux résidents d'origine japonaise à Niʻihau, qui n'avaient montré jusque-là aucune tendance anti-américaine, aient aidé le pilote parce que la mainmise japonaise sur l'ile semblait possible, montre une probabilité que des résidents japonais que l'on croyait fidèles aux États-Unis puissent aider le Japon si d'autres attaques japonaises paraissaient avoir des chances de succès. »

## Monuments, présentation au musée et polémique

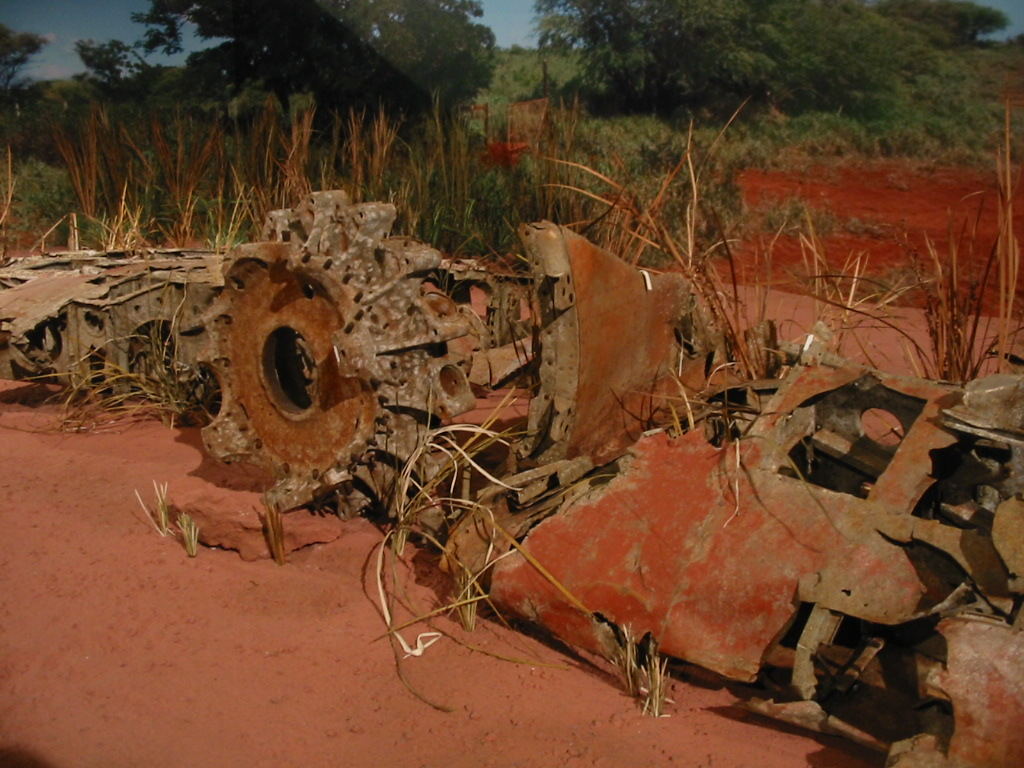
Les débris rouillés du Zéro de Niihau, (photo au Pacific Aviation Museum Pearl Harbor).

La ville côtière de Hashihama, Imabari, Ehime, Japon, a érigé un cénotaphe en granite en hommage à Nishikaichi à l'époque où l'on croyait qu'il avait péri le jour de l'attaque, le 7 décembre 1941. Il était depuis cette date considéré comme disparu, et ce n'est qu'en 1956 que les circonstances de sa mort ont été révélées à sa famille qui a alors réclamé ses cendres. Le cénotaphe porte gravé : « après avoir fait le maximum, il a eu le plus grand honneur pour un soldat : la mort au combat, perdant sa vie en même temps que son avion… Son acte méritoire vivra pour toujours. »
Les restes du Zéro de Nishikaichi sont exposés au Pacific Aviation Museum Pearl Harbor, sur l'Ile Ford à Pearl Harbor. Un groupe nippo-américain de Hawaii a critiqué l'affichage du musée, en menaçant le gouvernement fédéral de retenue de fonds, si le musée ne supprimait pas la mention des Harada dans l'explication affichée. La famille Robinson s'y est opposée, le don ayant été fait avec stipulation précise de ce qui devait être affiché comme explication. En 2014, la polémique est toujours en cours.